# Josiah Stearman
Josiah Stearman (ur. 30 sierpnia 2003) – amerykański szachista, mistrz międzynarodowy od 2021 roku.

## Kariera szachowa
W grudniu 2021 roku zajął drugie miejsce w mistrzostwach Ameryki Północnej juniorów. W maju 2023 roku zajął 4. miejsce w kontynentalnych mistrzostwach Ameryki. W 2023 roku w Baku wziął udział w Pucharze Świata w szachach i przegrał w pierwszej rundzie z arcymistrzem Mikhail Antipov.
Najwyższy ranking w dotychczasowej karierze osiągnął 1 sierpnia 2023 roku, z wynikiem 2468 punktów.